# 神岩会
神岩会は2008年 三重県四日市市に武道と生涯スポーツの普及を目的として設立した団体。合気道道場神岩塾を運営する。
2009年、三重県より認証を受けてNPO法人神岩会となった。

## 趣旨
青少年育成と健康増進を目的とし、さまざまな市民活動を通して、スポーツから地域の活性化を支援する。また、青少年を対象に合気道教室などを開催し、精神修養の場をつくり、地域の繋がりから社会問題として取り上げられる学級崩壊、家庭内暴力などと向き合う。